# Antiope (DC Comics)
Antiope, è un personaggio immaginario posseduto dalla DC Comics e si basa sul personaggio mitologico di Antiope. Nei fumetti fu la sorella della Regina Ippolita, e quindi zia di Wonder Woman. Fu la fondatrice delle Amazzoni di Bana-Mighdall, che loro adorano come un'antenata sacra.

## Origini
Nella continuità corrente, Antiope e il resto delle Amazzoni Themysciriane furono create per la prima volta da un gruppo selezionato di pochi dei greci, che inclusero Artemide, Atena, Estia, Demetra e Afrodite. Presero le anime di donne trucidate nel tempo per mano degli uomini e li inviarono al centro del Mare Egeo. Le anime quindi cominciarono a formare dei corpi dalla creta nel letto del mare. Una volta che raggiunsero la superficie i corpi di creta divennero Amazzoni viventi di carne e sangue.
La prima ad uscire fuori dall'acqua fu Ippolita, e quindi fu nominata Regina della nuova razza. La seconda Amazzone ad affacciarsi fu sua sorella Antiope, che divenne la comandante in seconda di Ippolita in tutti gli affari.
Ognuna delle dee che crearono le Amazzoni le benedisse con doni personali: abilità di caccia (Artemide), saggezza (Atena), abilità domestiche/caldi focolari (Estia), raccolti abbondanti (Demetra) e bellezza interna ed esterna (Afrodite). Come simbolo dei loro titoli di guida, gli dei diedero ad Ippolita ed Antiope una Cintura Dorata di Gea ognuna che aumentò la loro forza e le loro abilità in modo significativo. Le Amazzoni, infine, fondarono la città di Themyscira in Anatolia e divennero note come feroci guerriere in pace in Turchia, Grecia e Roma.

## Phthia
Durante il loro regno, Antiope ed Ippolita incrociarono una donna con una bambina su un cavallo. La donna, malata, si identificò loro come la regina Ipsipile, e la bambina era sua figlia, la Principessa Phthia. Esse erano le governanti dell'isola di Lemno in una società matriarcale molto simile a quella Amazzone di Themyscira.
Spiegò che quando l'argonauta Giasone approdò la sua nave Argo sulla loro isola mise incinta la Regina che partorì due gemelli, un maschio e una femmina. Phthia era loro figlia. Dopo che Giasone se ne andò per continuare le sue avventure, la Regina fu lasciata a sé stessa e subì una ribellione. I suoi sudditi uccisero il maschio, Euneo, e maledissero lei con la lebbra. Bandite dalla loro isola, la Regina e la Principessa vagarono insediandosi infine a Nemea.
Infine, l'aurispice Calcante si incontrò con la Regina dicendole che avrebbe dovuto ritornare a Lemno, scortata da una delle Regine Guerriere, così che la lezione potesse essere imparata. Antiope ed un gruppo di Amazzoni decisero di accompagnare Ipsipile al fine di scoprire quale verità sarebbe stata svelata. Ippolita, invece, sarebbe tornata a Themyscira. Quando Antiope e le sue compagne giunsero, scoprirono che le donne di Lemno erano morte da tempo, perendo per loro stessa mano poiché le guerre interne le avevano consumate. Scoprendo tutto ciò, Ipsipile morì di dolore. Antiope adottò Phthia, e le due formarono un legame molto più stretto di quello derivante dal sangue.

## Caduta dalla grazia
Poco dopo, il geloso e vendicativo dio Ares tentò di screditare i nomi di Antiope e Phthia facendo sì che il suo fratellastro semi-dio Ercole invadesse le Amazzoni e le sminuisse, rubando nel frattempo le Cinture Dorate di Gea.
Quando Ercole si fece avanti per la prima volta cercando la battaglia, Ippolita e Antiope lo incontrarono fuori dai cancelli della città e tentarono di ragionare con lui tramite negoziati pacifici. Quando questo non funzionò e Ercole attaccò la Regina Ippolita utilizzando la sua mitica forza a suo vantaggio, Ippolita girò facilmente la faccenda utilizzando la saggezza e le abilità combattive per sottometterlo. Cercando ancora la pace, Ippolita invitò Ercole e suoi uomini nella città per celebrare una potenziale amicizia con una festa. Nascondendo la sua rabbia e l'umiliazione per essere stato costretto ad arrendersi a una donna, Ercole accettò l'invito.
Una volta nella loro fortezza, Ercole e i suoi uomini drogarono il vino delle Amazzoni e le fecero prigioniere. Dopo che Ercole rubò la Cintura Dorata di Ippolita, e i suoi uomini abusarono delle Amazzoni e le stuprarono, Ippolita pregò Atena perché le aiutasse a fuggire. Atena disse che le avrebbe aiutate a condizione che le Amazzoni non avessero cercato vendetta su Ercole e i suoi uomini, poiché sarebbe stato al di sotto degli ideali per cui erano state create. Ippolita accettò con astio, e le catene delle Amazzoni furono spezzate, nonché fu loro restituita la sobrietà. Una volta che furono fuori dal loro stato drogato, le Amazzoni si riempirono di odio e vendetta. Rompendo il giuramento di Ippolita ad Atena, le Amazzoni cominciarono a massacrare i loro assalitori, ma furono costernate dallo scoprire che Ercole e il suo generale, Teseo, erano già partiti per la loro terra.
Dopo il massacro, Atena rimproverò le Amazzoni per aver disobbedito al suo ordine. Così ordinò che le Amazzoni subissero una pena per le loro azioni. Anche se Ippolita accettò i desideri della dea, Antiope si fece beffe di Atena per essere arrabbiata con loro per aver ucciso i loro rapitori. Antiope quindi denunciò ogni torto agli dei dell'Olimpo e disse addio a sua sorella, dando a Ippolita la sua Cintura Dorata di Gea per rimpiazzare quella che le aveva rubato Ercole. Antiope partì per la Grecia, insieme a metà della nazione Amazzone che la supportava nel suo nuovo viaggio per continuare la battaglia contro Ercole e Teseo per riottenere il loro onore, e ricatturare la cintura di Antiope.

## Vita in Grecia
Con l'arrivo in Grecia, Antiope incontrò Teseo che, sorprendentemente, si innamorò della Regina Amazzone. Anche se la cosa fece infuriare le sue fedeli Amazzoni, Antiope cambiò sentimenti verso Teseo, e anche lei si innamorò di lui. I due si sposarono, combinando le forze di Teseo con le Amazzoni di Antiope. Anche se insieme formarono un'armata potente, l'alleanza non veniva vista di buon occhio dalle Amazzoni poiché quelli erano gli stessi uomini che le avevano schiavizzate e stuprate a Themyscira, e anche perché non ricevevano alcun rispetto dagli uomini di Teseo. Phthia soprattutto fu contro il matrimonio, perché le ricordava l'inizio della vita maledetta condotta da sua madre dopo l'incontro con Giasone. Tuttavia, accettò le decisioni della sua madre adottiva, e a malincuore accettò il loro matrimonio.
Durante il loro matrimonio, Antiope diede vita ad un figlio, Ippolito. Dato che Antiope fu in grado di dare a Teseo un erede maschio, l'ex moglie di Teseo, Arianna, divenne pesantemente gelosa e acida. Così, cercò l'aiuto di Circe per vendicarsi. Circe trasportò Arianna nella camera da letto della Regina, dove accoltellò Antiope nel sonno. Cercando ancora di più di offuscarne il nome, Arianna fece sì che sembrasse che Antiope fosse stata uccisa dalla sua figliastra, Phthia, che giunse sulla scena del crimine. Phthia fu quindi catturata, e gettata nelle prigioni di Teseo, ora in lutto, finché non fosse stata giustiziata per i suoi "crimini".
La voce della morte di Antiope, e la falsa accusa verso Phthia raggiunse le Amazzoni, che liberarono la Principessa dalle prigioni di Teseo, lasciando la Grecia per sempre insieme alla Cintura Dorata rubata precedentemente da Ercole. Phthia prese il posto di Antiope come capo delle Amazzoni, e la tribù di guerriere finirono per diventare le Amazzoni di Bana-Mighdall.

## L'eredita di Antiope
A causa del tradimento di Arianna verso Antiope, le Amazzoni di Bana-Mighdall utilizzarono il nome ariadna per descrivere ogni persona di cui non ci si poteva fidare. In più, a causa delle precedenti trasgressioni eseguite dagli uomini contro le Amazzoni, le Amazzoni di Bana-Mighdall disprezzarono gli uomini al punto di separarsi da loro per secoli. L'unica eccezione fu il figlio di Antiope, Ippolito, che le Amazzoni di Bana-Mighdall tennero in alta considerazione nella loro cultura.
Nel corso dei secoli, le Amazzoni di Bana-Mighdall tennero sia la Cintura Dorata di Gea ritrovata da Antiope che un busto di lei durante la sua vita come sacra reliquia. Quando Ippolita creò una sua figlia, Diana, ella modellò la bambina perché avesse le fattezze della sorella caduta. Così, quando finalmente Diana incontrò sua zia in forma spirituale molti secoli dopo la morte di Antiope, le due si dimostrarono identiche eccezione fatta per il colore dei capelli.
Dopo la morte di sua sorella Ippolita, Antiope comparve in forma di fantasma a sua nipote Diana. Antiope le disse "Ci sono altre Amazzoni là fuori. Discendenti della mia tribù. Altre fuoricasta - Diana, devi cercarle, e guidarle - e rappresentarle nel mondo degli uomini". Antiope e Ippolita rivelarono che sarebbero rimaste come guardiane fantasma di Diana, guidando e proteggendo il suo spirito nonostante fossero ora serve del dio dei morti, Ade.
Nella serie televisiva Wonder Woman, fu mostrato che Diana aveva una cugina di nome Evadne, interpretata dall'attrice Dorrie Thomson che fu una rivale nel torneo tenuto per diventare Wonder Woman. Questo fu l'unico riferimento ad una possibile zia di Diana nella serie.

## Abilità
Tutte le Amazzoni Themysciriane possiedono un alto grado forza, velocità, resistenza e sensi straordinariamente acuti e super umani, e sono tutti doni con cui furono benedette dagli dei. Come mostrato da numerosi membri della tribù, hanno la capacità di spezzare l'acciaio e il calcestruzzo a mani nude, saltare fino a 32 metri d'altezza da ferme, un'alta resistenza, guarigione velocizzata, e l'abilità di assorbire e interpretare una vasta quantità di nozioni in un breve periodo di tempo.
Le Amazzoni Themysciriane possiedono anche l'abilità di guarire il proprio corpo dalle ferite fisiche e dalle tossine diventando un tutt'uno con la Terra e riformando nuovamente il proprio corpo. La prima volta che lo fece Diana pregò la dea Gea dicendo "Gea, ti prego. Dammi la forza. Tu sei la Terra che mi ha allattata, che mi ha nutrita e allevata. Attraverso te tutta la vita è rigenerata. Il cerchio senza fine. Ti prego, madre Gea, riprendimi nel tuo grembo. Ti prego, rendimi meritevole". Durante il periodo di John Byrne come scrittore della serie, si affermò che questo era un rituale molto sacro per le Themysciriane, da essere utilizzato solo in circostanze di estremissima necessità.

## Altri media

### Cinema
Il generale Antiope compare col volto dell'attrice Robin Wright nel film Wonder Woman diretto da Patty Jenkins, distribuito nel 2017 e ambientato all'interno del DC Extended Universe. Nel film Antiope è di nuovo del colore di capelli diverso da quello di Diana e muore dopo che un soldato tedesco, mentre l'esercito invade Themyscira, le spara in petto, uccidendola sul colpo.